# Coppa Italia 1995-1996 (hockey su pista)
La Coppa Italia 1995-1996 è stata la 27ª edizione della principale coppa nazionale italiana di hockey su pista.
Il trofeo è stato conquistato dal Novara per la 14ª volta nella sua storia.

## Risultati

### Finale
| Squadra 1 | Squadra 2    | Risultato |
| --------- | ------------ | --------- |
| Novara    | Amatori Lodi | Novara    |
| Novara    | Amatori Lodi | 3 – 1     |

## Campioni
| Vincitore della Coppa Italia 1995-1996 |
| -------------------------------------- |
| Novara 14º titolo                      |